# Saint-Léger (Paesi della Loira)
Saint-Léger è un comune francese di 286 abitanti situato nel dipartimento della Mayenne nella regione dei Paesi della Loira.

## Società

### Evoluzione demografica
Abitanti censiti